# Ölme
Ölme is een plaats in de gemeente Kristinehamn in het landschap Värmland en de provincie Värmlands län in Zweden. De plaats heeft 211 inwoners (2005) en een oppervlakte van 31 hectare.

## Geboren
- Magnus Johansson (1971), voetballer
- Gustav Wagnsson (1857–1929), geestelijke van de evangelisch-methodistische kerk
- Pontus Fahlbeck(1850–1923), politicus en politicoloog